# Выращивание коки в Колумбии

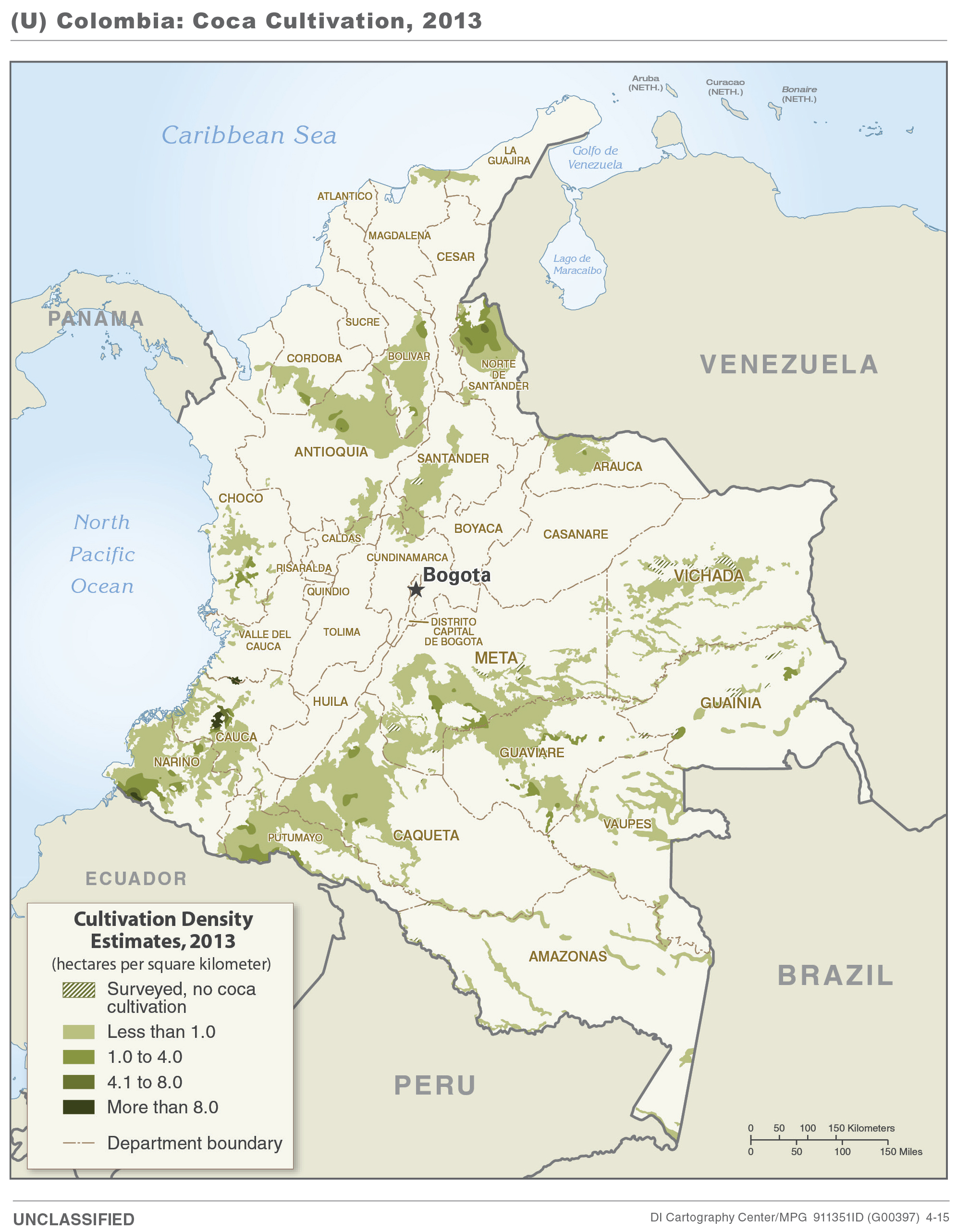
Карта ЦРУ культивации коки на 2015 год,

Выращивание коки в Колумбии осуществляется в широких масштабах. По данным на 2006 год, производством коки было занято примерно 67 000 домашних хозяйств, главным образом в департаментах Путумайо, Какета, Мета, Гуавьяре, Нариньо, Антьокия и Вичада.

## История
До начала 1990-х годов сбор листьев коки в Колумбии был сравнительно мало распространён, плантации коки в стране в середине 1980-х занимали площадь порядка 13 тысяч гектаров. В 1980-х — начале 1990-х годов на наркорынках преобладала кока из Перу и Боливии, но в связи с ликвидацией властями этих стран каналов контрабанды коки в Колумбию, а также гибели значительной части плантаций коки в Перу, получение коки стало затруднительным для колумбийских наркокартелей. Это подтолкнуло колумбийских наркокартелей к развертыванию выращивания коки в районах южной Колумбии, контролируемых леворадикальной вооружённой группировкой ФАРК. Между 1996 и 1997 годами Колумбия заняла место Боливии и Перу в качестве основного производителя листьев коки, площадь плантаций коки в стране выросла, по некоторым оценкам, до 80 тысяч га в 1998 году и 99 тысяч — в 2007-м.

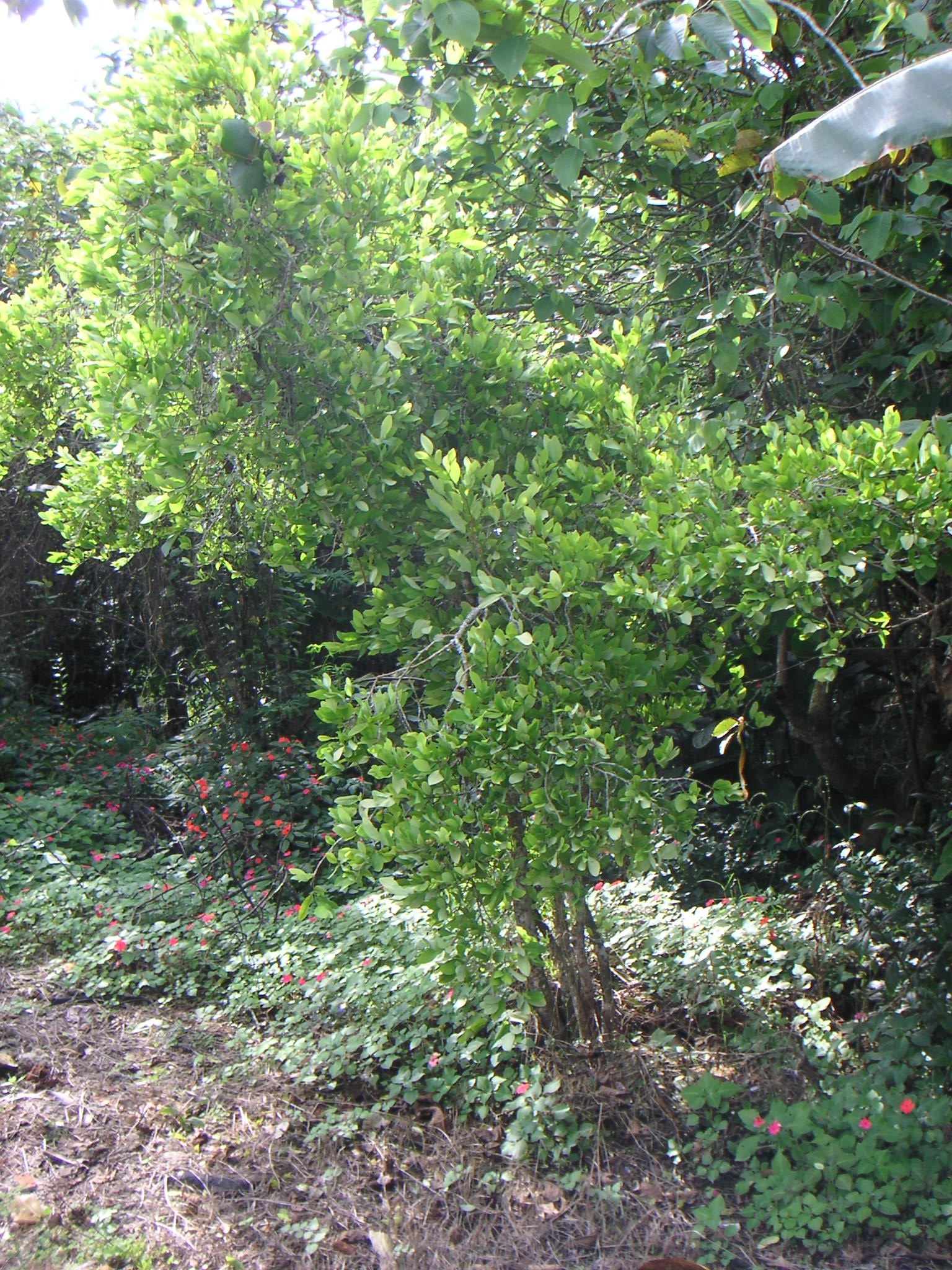
Плантация коки

Несмотря на то, что в Колумбии в 1991 году выращивалось лишь 14 % процентов мирового объёма коки, к 2004 году Колумбия производила 80 % кокаина в мире.
По другим оценкам, площадь плантаций коки составляла 40,1 тысячу га в 1990 году и выросла до 163,3 тысяч га в 2000 году, но снизилась до 78 тысяч га в 2007 году благодаря государственным программам по борьбе с наркотиками. Тем не менее производство кокаина в Колумбии продолжало расти — с 463 тонн в 2001 году до 610 тонн в 2006 году.
В 2012 году, по данным Управления ООН по борьбе с наркотиками и преступностью, в выращивании коки Колумбия уступила первое место Перу. В 2012 году плантации коки в Перу занимали 60,4 тыс. га, что на 20 % больше, чем в Колумбии.

## Последствия
Производство кокаина из коки наносит урон экологии, экономике и национальному здравоохранению. Вырубка лесов с целью расчистки полей под плантации коки, эрозия почв и химическое загрязнение наносят ущерб окружающей среде. Бороться с этими явлениями чрезвычайно сложно из-за противодействия влиятельных кланов наркоторговцев. Многие владельцы плантации коки используют проституток для обслуживания своих работников, что приводит к быстрому распространению венерических заболеваний.. Незначительный положительный эффект от выращивания коки заключается в создании временной занятости работников плантаций, что даёт им возможность временно улучшить уровень жизни (в стране 47 % населения находится ниже уровня бедности (2008)).